# Parancistrocerus algidus
Parancistrocerus algidus är en stekelart som först beskrevs av Carlos Schrottky 1909.  Parancistrocerus algidus ingår i släktet Parancistrocerus och familjen Eumenidae. Inga underarter finns listade i Catalogue of Life.